# Welcome Back, Kotter
Welcome Back, Kotter é uma sitcom estadunidense estrelada por Gabe Kaplan como um professor de ensino médio responsável pela ruim turma Sweathogs. Gravada com uma platéia, a série foi ao ar na ABC de 9 de setembro de 1975 a 17 de maio de 1979. No Reino Unido, 26 episódios foram exibidos de dezembro de 1981 a julho de 1983 na ITV.

## Sinopse
O comediante Gabe Kaplan interpreta o personagem principal, Gabe Kotter, um professor brincalhão que retorna à sua alma mater, a James Buchanan High School no Brooklyn, dez anos depois de se formar para dar aulas em uma classe de recuperação conhecida como Sweathogs. O rígido vice-diretor, Michael Woodman (John Sylvester White), que foi professor de estudos sociais de Kotter, odeia a turma. No entanto, o professor faz amizade com a classe e estimula seu potencial. A fictícia escola é baseada na real New Utrecht High School, que aparece nos créditos de abertura.

## Elenco
- Gabe Kotter — Interpretado por Gabe Kaplan, é um professor, que retorna para escola que estudou. Ele é designado para uma turma de alunos em recuperação conhecida como Sweathogs. É casado com Julie; eles eventualmente têm meninas gêmeas, Robin e Rachel.
- Julie Kotter — Interpretada por Marcia Strassman, é a esposa de Gabe. Embora tenha senso de humor, fica ocasionalmente chateada com a quantidade de tempo que ele dedica aos seus alunos (dentro e fora da escola). Eventualmente se torna secretária na Buchanan High School e, mais tarde, professora substituta.
- Michael Woodman — Interpretado por John Sylvester White, é o rabugento vice-diretor (e mais tarde diretor) da Buchanan High. Quando Gabe era aluno, dava aulas de estudos sociais. Os alunos costumam brincar sobre a idade avançada dele e, às vezes, sua altura diminuta. Woodman se opõe aos métodos de ensino pouco ortodoxos de Kotter e tenta demiti-lo.[4]
- Vincent "Vinnie" Barbarino — Interpretado por John Travolta, é um aluno arrogante, líder dos Sweathogs. Ele sempre pretende ser o centro das atenções, é desejado pelas garotas das sala[5] e um fã de Star Trek.[4] Pouco se sabe sobre a vida familiar de Vinnie, além do fato de que seus pais frequentemente discutem.[6]
- Arnold Dingfelder Horshack — Interpretado por Ron Palillo, o palhaço dos Sweathogs. É considerado o mais inteligente da turma, conhecido por suas observações únicas e sua risada sibilante. Gosta de filmes antigos, principalmente musicais dos anos 1930. Acaba se casando com Mary Johnson, uma colega.
- Freddie Percy "Boom Boom" Washington — Interpretado por Lawrence Hilton-Jacobs, é o estudante negro descolado conhecido por suas habilidades no basquete. Embora muitas vezes seja a voz da razão entre seus colegas de classe, ainda participa das várias brincadeiras dos Sweathogs. Em um momento, desafia Barbarino pela liderança dos Sweathogs e até o substitui por um tempo.[7]
- Juan Luis Pedro Felipo de Huevos Epstein — Interpretado por Robert Hegyes, é um judeu porto-riquenho orgulhoso. Ele é um dos alunos mais durões da Buchanan High, apesar de sua baixa estatura.[8][9]

Vários artistas notáveis fizeram participações especiais. James Woods esteve no primeiro episódio como Alex Welles, um professor de teatro. Pat Morita aparece como Sr. Takahashi. Outras estrelas convidadas incluíram Scott Brady, Ellen Travolta, Richard Moll, Della Reese e Dinah Manoff. Groucho Marx foi escalado para ter uma breve participação especial em um episódio. Ele chegou ao estúdio, mas estava doente demais para aparecer. Fotos de Marx com o elenco foram tiradas, mas não divulgadas. No entanto, as imagens apareceram na internet décadas depois.

## Recepção
A primeira temporada de Welcome Back,  Kotter foi controversa. Em Boston, a afiliada local da ABC (WCVB-TV) inicialmente se recusou a exibir o programa. No entanto, o programa se tornou um sucesso de audiência logo no início, e a emissora cedeu, retomando-o a partir do quinto episódio. As preocupações da censura sobre a representação da delinquência juvenil também desapareceram depois que as palhaçadas dos Sweathogs provaram ser tolas e não criminosas. Hegyes afirmou que sugeriu que os alunos fossem modelados segundo os Irmãos Marx para reduzir a tensão.
A audiência caiu na terceira temporada e Kaplan mais tarde atribuiu o declínio à idade dos atores, todos na faixa dos vinte e poucos anos.  Quando a série entrou em sua quarta e última temporada, Travolta, o aluno mais novo, tinha 25 anos, enquanto Palillo, o mais velho, completaria 30 anos. Em decorrência, Kotter se juntou ao corpo docente de uma faculdade comunitária e novas personagens foram introduzidas.
| Temporada | Horário | Posição | Audiência |
| --------- | --- | ------- | --------- |
| 1975–1976 | Terça-feira das 20h30 às 21h00 (Episódios 1-16) Quinta-feira das 20h00 às 20h30 (Episódios 17-22) | 18      | 22.1      |
| 1976–1977 | Quinta-feira das 20h00 às 20h30 (Episódios 1-18, 20-23) Quinta-feira das 20h30 às 21h00 (Episódio 19) | 13      | 22.7      |
| 1977–1978 | Sábado das 20h00 às 20h30 (Episódio 1) Quinta-feira das 20h00 às 20h30 (Episódios 2, 4-27) Quinta-feira das 20h30 às 21h00 (Episódio 3) | 26      | 19.9      |
| 1978–1979 | Segunda-feira das 20h00 às 20h30 (Episódios 1, 3-6) Segunda-feira das 20h30 às 21h (Episódio 2) Sábado das 20h00 às 20h30 (Episódios 7-14) Sábado das 20h30 às 21h (Episódios 15-19) Sexta-feira das 20h00 às 20h30 (Episódio 20) Sexta-feira das 20h30 às 21h (Episódios 21-23) | 78      | 14.8      |

### Prêmios e indicações
Welcome Back, Kotter não venceu nenhum grande prêmio, embora tenha sido indicado ao Emmy Award de Melhor Série de Comédia em 1976 após sua primeira temporada; perdeu para The Mary Tyler Moore Show. A série também foi indicada para três prêmios técnicos do Emmy: Edição de Série (para os editores Susan Jenkins e Manuel Martinez) em 1976, Melhor Direção de Arte para Série de Comédia (para os diretores de arte Roy Christopher e James Shanahan) em 1978 e Efeitos Técnicos (para Dick Wilson pelos efeitos sonoros) em 1979.

## Em outras mídias
A DC Comics publicou dez edições da revista em quadrinhos Welcome Back, Kotter a partir de 1976. Após seu cancelamento em 1978, uma edição limitada para colecionadores foi lançada, com fotografias do programa. A Mattel produziu uma série de bonecos de 9 polegadas em 1977. Os bonecos produzidos incluíam Barbarino, Horshack, Epstein, Washington e Mr. Kotter.
A Warner Home Video lançou uma coleção de 6 episódios em 28 de fevereiro de 2006. Devido ao sucesso deste lançamento, a empresa lançou a primeira temporada completa em DVD na Região 1 em 12 de junho de 2007. Em 7 de maio de 2014, foi anunciado que a Shout! Factory havia adquirido os direitos. A partir de abril de 2023, a série completa estará disponível para transmissão no Tubi.